# Viktor Knușevițki
Viktor Nikolaevici Knușevițki (în rusă Виктор Николаевич Кнушевицкий; n. 19 ianuarie 1906, Petrovsk, Gubernia Saratov⁠(d), Imperiul Rus – d. 1972, Moscova, RSFS Rusă, URSS) a fost un compozitor rus.